# Friesenblut
Friesenblut  ist ein deutscher Stummfilm aus dem Jahre 1925 von Fred Sauer mit Jenny Jugo, Gustav Fröhlich und Fritz Alberti in den Hauptrollen.

## Handlung
An der deutschen Nordseeküste in den 1860er Jahren. Die Sylter Klaus Detlefsen und Jörn Larsen sind beide Fischer und in ein und dieselbe Frau, die hübsche Reederstochter Antje Boos, verliebt. Eigentlich fühlt sie sich dem stürmischen Klaus zugehörig, doch als infolge seines ungestümen Temperaments ihr alter Vater stirbt, wendet sie sich voller Zorn von ihm ab. Sie wendet sich stattdessen dem jüngeren Jörn zu und will ihn erhören. Doch Klaus fährt wutentbrannt dazwischen, weil er ältere Rechte auf Antje geltend macht, und schlägt seinen einstigen Freund zu Boden. Jörns blinde Schwester, die Klaus heimlich liebt, beginnt in altruistischer Weise sich für das Liebesglück von Klaus und Antje einzusetzen und sorgt dafür, dass sich die beiden aussöhnen. 
Tatsächlich kehrt Antje daraufhin mit fliegenden Fahnen zu Klaus zurück und lässt sich von ihm schwängern. Kleinlaut und mit schlechtem Gewissen gegenüber Jörn gesteht Antje diesen, dass sie sich dazu entschieden hat, bei Klaus bleiben zu wollen. Jörns Liebe zu ihr ist derart groß, dass er Antje selbst dann zurücknehmen würde, wenn sie sich erneut umentscheiden sollte. Da bricht der Deutsch-Dänische Krieg aus. In einem Akt der Sühne für seine vergangenen Sünden geht auch Klaus zu den Waffen, um als Kriegsheld heimzukommen. Als er vom Schlachtfeld zurückkehrt, muss er feststellen, dass in der Zwischenzeit Antje Jörn geheiratet hat. Tief getroffen nimmt sich der Friesenjunge mit einem Revolverschuss in den Sylter Dünen das Leben. Marlen entdeckt den Sterbenden und schleppt ihn zu einem Boot, um zur nächsten Hilfsstation zu rudern. Unterwegs stirbt Klaus, und Marlen beschließt, mit ihrer großen Liebe auf dem offenen Meer gemeinsam unterzugehen.

## Produktionsnotizen
Friesenblut passierte die Filmzensur am 23. September 1925 und wurde wenig später uraufgeführt. Der mit Jugendverbot belegte Sechsakter besaß eine Länge von 2306 Metern. 
Hermann Warm entwarf die Filmbauten.

## Kritiken
Die Salzburger Chronik konstatierte eine glänzende Schlussszene mit dem sterbenden Klaus und der blinden Marlen im Boot auf hoher See und befand abschließend, der Film bringe „sehr gute Volksszenen und Landschaftsbilder aus dem Norden Schleswigs.“
Die Villacher Zeitung verortete hier eine „eigenartige Handlung“, „hübsche Bildaufnahmen“ und ein „glänzendes Spiel“ der Protagonisten.